# Señorío de las Cuevas de Guarromán

Escudo de la casa de Córdoba.

Escudo Familia Manuel

El Señorío de las Cuevas de Guarromán fue un mayorazgo creado por don Gonzalo Ruíz de León, Guarda Mayor del Rey Enrique IV  de Castilla, y de su Consejo, Señor de las villas de Lerma y San Martín, Alcayde de los Alcázares de Sevilla, XXIV de Sevilla y de Córdoba y su mujer doña María Manuel de Landó, por escritura que otorgaron en Sevilla, el 26 de mayo de 1491, ante Fernando Ruíz de Porras.
El señorío hace referencia a la comarca y lugar donde ahora está el pueblo denominado Guarromán, en la provincia de Jaén.

## Historia
La historia de este señorío se puede remontar a la época de la conquista de Córdoba, ya que aparecen en los orígenes familiares de Diego Alfonso de Córdova y Montemayor, el primero en llevar el título de señor de las Cuevas de Guada Román, dos destacados conquistadores de la ciudad, Fernán Muñoz de Témez, I Señor de la Casa de Córdoba y Pedro Ximénez de Góngora, bisabuelos ambos de Diego.
Es probable que el título original recayera en don Alfonso Fernández de Córdoba (1270 - 1325), Adelantado Mayor de la Frontera, y tuviera que ver con la Orden de Calatrava.
Martin Alonso de Córdova, el Bueno, I señor de Montemayor, V señor de Fernán Nuñez (1310 - †1349) fue hijo de Alfonso Fernández de Córdoba (1270-1325) I Señor de Cañete, II Señor de la Casa de Córdoba, IV Señor de la Casa de Dos Hermanas, Adelantado Mayor de la Frontera y de Teresa Ximénez de Góngora. 
Diego Alfonso de Córdova y Montemayor (†1409), señor de las Cuevas de Guadarromán, aparece nombrado así, en la relación de hijos de Martin Alonso de Córdova, el Bueno, I señor de Montemayor, V señor de Fernán Nuñez (1310 - †1349) y de Aldonza López de Haro, siendo el cuarto. 
Heredó el señorío, doña Elvira de Córdoba y Montemayor, hija de Diego Alfonso de Córdova y Montemayor, señor de la Cuevas de Guadarromán (fallecido en 1409) y de doña María Alfonso de Córdova y Montemayor. La cual se casó con Juan Manuel de Landó, Guarda Mayor del Rey y Alcayde de los Alcázares de Sevilla, hijo de Pedro Manuel, Ayo del rey Enrique IV.
No obstante, Fernán Íñiguez de Cárcamo, aparece en 1396, como VI señor de Aguilarejo y II Señor de las Cuevas de Guarromán y estaba casado con doña Aldonza López de Montemayor, hija de don Alonso Fernández de Córdoba, Adelantado Mayor de la Frontera, Señor de Alcaudete y Montemayor y de doña Juana Martínez de Leyva. Por lo tanto, sobrina de don Diego.
En cualquier caso, la fundadora del mayorazgo con su marido, doña María Manuel de Landó, era hija de Juan Manuel de Landó y de doña Elvira de Córdoba y Montemayor, señora de las Cuevas de Guada Román, como aparece nombrada.
Se casó con Gonzalo Ruiz de León, Juez Mayor de los Cambios en Sevilla, Señor de Lerma, hijo de Gonzalo Ruiz de León, Alcalde de Baeza y de María Caro. Fueron padres de Francisco León y Manuel de Landó, Señor de Reugena y de Juan Manuel de León y Landó, señor de las Cuevas de Guadarromán.
Juan Manuel de Landó, XXIV de Córdoba, de la Orden de Calatrava, Señor de la villa de las Cuevas de Guarromán, se casó con doña Juana Núñez de Guzmán. Y fueron padres de:
Gonzalo Manuel de León y Landó, señor de las Cuevas de Guadarromán, casado con Mencía Manrique de Aguayo, padres de:
Juan Manuel de León y Landó, señor de las Cuevas de Guadarromán, casado con María Tello de Guzmán. Padres de Gonzalo Manuel de León y Landó, señor de las Cuevas y de Francisco Manuel de Landó, señor de Luna, corregidor de Salamanca, casado con Juana de Guzmán y Luna, señora de la Casa de Luna, padres de Luis "el Ciego" Manuel de León, del consejo y contaduría mayor de Hacienda.
Gonzalo Manuel de León y Landó, señor de las Cuevas, se casó con María Deza y fueron padres de Juan Manuel de León y Landó, señor de las Cuevas y Aldonza Manuel de León.
Juan Manuel de León y Landó, señor de las Cuevas, se casó con Luisa (o Juana) Ortiz de Guzmán, señora de Torrijos y Reugena y fueron padres de Gonzalo Manuel de León y Landó, señor de las Cuevas, Torrijos y Reugena.
Gonzalo Manuel de Landó, XXIV de Córdoba, Señor de la villa de las Cuevas de Guarromán, casado con doña Mencía Manrique de Aguayo, hija de don Francisco de Aguayo, Señor de Villaverde y Los Galapagares y de doña Francisca Manrique. Les sucedió su hijo:
Gonzalo Manuel de León y Landó, Señor de las Cuevas, Torrijos y Reugena, Caballero de Calatrava y Gentil hombre de Boca del Rey. Casado con doña Ana de Acuña, hermana de Pedro del Águila, IV marqués de Villaviciosa, hija de Diego Gabriel del Águila y Acuña, VI señor de Villaviciosa y Aldonza Manuel de León. Padres de Pedro Manuel Ruiz de León, señor de Reugena y de don Juan Manuel de Deza y Guzmán Acuña, III Conde de Fuente del Saúco, Señor de las Cuevas de Guarromán, de Torrijos, Palomares y Mayrenilla.
Juan Manuel de Deza y Guzmán Acuña, III Conde de Fuente del Saúco, Señor de los mayorazgos de las Cuevas de Guarromán, de Torrijos, de Mayrenilla y Palomares, la Serrezuela y San Miguel de Arroyo, nacido en 1626. Casado en 1656 con María Fernández de Velasco Muñiz de Godoy Ponce de León, señora del Mayorazgo del Mocho y Mayrenilla en Córdoba. Hijo de Gonzalo Manuel de Landó Deza y Guzmán y de Ana de Acuña, nieto paterno de Juan Manuel de Landó Deza y Guzmán y de Luisa Ortiz de Guzmán, señora de Torrijos, bisnieto de María de Deza y Guzmán, hermana del I conde de la Fuente del Saúco y de Gonzalo de Manuel de Landó y Guzmán, señor de las Cuevas (fallecido en 1614). Le sucede su hija:
Ana Manuel de Landó Ruiz de León y Velasco, IV condesa de la Fuente del Saúco, (nacida en Córdoba, el 6 de septiembre de 1663).
Casada con Gonzalo Manuel de Hoces y Aguayo (1663-1699), señor de la Reugena, su primo hermano, y les sucede su hijo:
Juan Manuel de León Landó (1689-1730), V conde de la Fuente del Saúco.
1. Casado con María Ignacia de Lanzós y Taboada, VI condesa de Maceda. Le sucedió su hijo:

Gonzalo Manuel de Landó y Lanzós Manuel de Landó y Taboada (nacido el 30 de enero de 1716 en Córdoba), VI conde de la Fuente del Saúco, conde de Maceda y V conde de Taboada, grande de España de 1ª Clase, señor de las Cuevas de Guarromán, de Torrijos y Reugena.
1. Casado con María Teresa Fernández de Córdoba y Velasco, VII marquesa de Jódar. Sin sucesión.

Francisca de Borja Alfonso de Sousa de Portugal (12.04.1747 - † 23.03.1820), grande de España, marquesa de Guadalcázar, de los Hinojares, de Mejorada del Campo y de la Breña, VII condesa de la Fuente del Saúco, VI señora de la Villa de la Aldea del Río, señora de Aquilarejo y Alizné, señora de las Cuevas de Guarromán, de Torrijos y Reugena, IX Condesa de Arenales.
1. Casada el 12 de abril de 1747 con su tío Pedro Alfonso de Sousa de Portugal Fernández del Campo Manuel de Landó y Alvarado.

Rafael Antonio Alfonso de Sousa de Portugal (1771 - 1812), grande de España, Marqués de Guadalcázar y VII Señor de la Villa de la Aldea del Río, Señor de las Cuevas de Guarromán, de Torrijos y Reugena., X Conde de Arenales.
1. Casó con María Isidra de Guzmán y de la Cerda (1768-1803), hija de los XIV Condes de Oñate, Diego de Guzmán y Fernández de Córdova, y María Isidra Manrique de Lara de La Cerda y Guzmán, Duquesa de Nájera, Condesa de Paredes de Nava y Condesa de Valencia de Don Juan, Doctora en Filosofía y Letras y primer miembro femenino de la Real Academia Española. Tuvieron tres hijos: Rafael, Isidro y Luisa Rafaela.
2. Casó en segundas nupcias con María Margarita Ernestina Godeau d'Entraigues, tuvo a Fernando, XIII Conde de los Arenales. Le sucedió su hijo mayor:

Rafael Alfonso de Sousa y Guzmán (fallecido en 1834), XI Conde de los Arenales, VIII Conde de la Fuente del Saúco, Señor de las Cuevas de Guarromán, de Torrijos y Reugena. Sin descendientes. Le sucedió su hermano:
Isidro Alfonso de Sousa y Guzmán (1797-1870), IX conde de la Fuente del Saúco, grande de España, Marqués de Guadalcázar, de los Hinojares, de Mejorada del Campo y de la Breña, XII conde de los Arenales y vizconde de la Torre de Guadiamar, señor de las Cuevas de Guarromán, de Torrijos y Reugena. Fue el último señor de todos los que fueron acumulando los siglos. Casó con Josefa Núñez de Prado y Nimes de Segovia y no tuvieron descendientes.

## Señores de las Cuevas de Guarromán
- Diego Alfonso de Córdova y Montemayor, señor de las Cuevas de Guadarromán.
- Elvira de Córdoba y Montemayor, señora de las Cuevas de Guadarromán.
- María Manuel de Landó, señora de las Cuevas de Guadarromán.
- Juan Manuel de Landó, XXIV de Córdoba, de la Orden de Calatrava, Señor de la villa de las Cuevas de Guarromán.
- Gonzalo Manuel de León y Landó, señor de las Cuevas de Guadarromán.
- Gonzalo Manuel de León y Landó, señor de las Cuevas.
- Juan Manuel de León y Landó, señor de las Cuevas, señor de las Cuevas de Guadarromán.
- Juan Manuel de Deza y Guzmán Acuña, III Conde de Fuente del Saúco, Señor de los mayorazgos de las Cuevas de Guarromán, de Torrijos y Palomares, Mayrenilla, la Serrezuela y San Miguel de Arroyo, nacido en 1626.
- Ana Manuel de Landó Ruiz de León y Velasco, IV condesa de la Fuente del Saúco, (nacida en Córdoba, el 6 de septiembre de 1663).
- Juan Manuel de León Landó (1689-1730), V conde de la Fuente del Saúco.
- Gonzalo Manuel de Landó y Lanzós Manuel de Landó y Taboada (nacido el 30 de enero de 1716 en Córdoba), VI conde de la Fuente del Saúco,
- Francisca de Borja Alfonso de Sousa de Portugal (12.04.1747 - † 23.03.1820), grande de España, marquesa de Guadalcázar, de los Hinojares, de Mejorada del Campo y de la Breña, VII condesa de la Fuente del Saúco, VI señora de la Villa de la Aldea del Río, Señora de Aquilarejo y Alizné, IX Condesa de Arenales.
- Rafael Antonio Alfonso de Sousa de Portugal (1771 - 1812), grande de España, marqués de Guadalcázar.
- Rafael Alfonso de Sousa y Guzmán (fallecido en 1834), señor de las Cuevas de Guadarromán.
- Isidro Alfonso de Sousa y Guzmán (1797-1870). Último señor de las Cuevas.